# Ван Эйк, Хуберт
Хуберт ван Эйк (нидерл. Hubert van Eyck; 1370 год — 18 сентября 1426 года) — южно-нидерландский (фламандский) живописец эпохи Северного Возрождения. Старший брат Яна ван Эйка, которого он обучал живописи. С начала 1420-х годов жил в Генте.
Исходя из надписи на раме Гентского алтаря в соборе Св. Бавона (полиптих «Поклонение агнцу» в Генте), считается, что Хуберт ван Эйк участвовал в создании этого произведения. Однако, в настоящее время это свидетельство подвергается сомнению: есть мнение, что надпись сделана позднее, а вся живопись алтаря исполнена его братом.

## Произведения
- Гентский алтарь (совместно с братом)
- Три Марии у Гроба Господня